# Bencubbin
Bencubbin är en ort i Australien. Den ligger i kommunen Mount Marshall och delstaten Western Australia, omkring 230 kilometer nordost om delstatshuvudstaden Perth. Antalet invånare är 161.
Trakten runt Bencubbin är nära nog obefolkad, med mindre än två invånare per kvadratkilometer.. Bencubbin är det största samhället i trakten.
Omgivningarna runt Bencubbin är i huvudsak ett öppet busklandskap. Genomsnittlig årsnederbörd är 389 millimeter. Den regnigaste månaden är september, med i genomsnitt 48 mm nederbörd, och den torraste är december, med 10 mm nederbörd.